# Rijk Tigelaar
Rijk Tigelaar (Ede, 15 december 1912 - Loosdrecht, 20 maart 1945) was een Nederlandse verzetsstrijder.

## Levensloop
Tigelaar werd geboren als vierde van acht kinderen. Zijn vader was bakker in Ede. Zelf volgde hij een opleiding tot bouwkundig tekenaar aan de Vaktekenschool in Arnhem. In 1938 kreeg hij een baan als technisch tekenaar bij de gemeente Ede. Daar werkte hij onder andere samen met Piet Rombout.
Na de Duitse inval in mei 1940 nam de vervolging van de Joden snel toe. Op verzoek van zijn collega Johan Fahrenhorst nam Tigelaar enkele Joden in huis, evenals verschillende van zijn collega's. Ook in de bakkerij van zijn ouders werd een Joods jongetje ondergebracht. In april 1943 meldde twee medewerkers van de Sicherheitsdienst uit Den Haag zich in Ede. Zij waren op zoek naar Fahrenhorst, maar namen in plaats daarvan diens vrouw in gijzeling. Fahrenhorst meldde zich uiteindelijk. Een week later werden Tigelaar en drie andere personen, waaronder zijn collega Marinus van As, gearresteerd vanwege het bieden van hulp aan Joden. In totaal werden bij hen acht Joden aangetroffen. De eerste maanden zat Tigelaar vast in het Oranjehotel in Scheveningen. Vandaar uit werd hij op transport gesteld richting Kamp Amersfoort en later Kamp Vught.
Begin december 1943 zat zijn straf voor "Jodenbegunstiging" erop en kwam hij vrij. De Duitsers verzochten hem zich bij terugkomst in Ede direct aan te melden voor de Arbeitseinsatz, oftewel werken in Duitsland. Tigelaar besloot dat niet te doen en dook onder bij zijn broer in het Groningse 't Zandt. Na verloop van tijd keerde Tigelaar weer terug naar Ede en raakte betrokken bij het verzetswerk. Vooral na de verloren Slag om Arnhem kreeg het lokale verzet het echt druk, onder andere met de hulp aan achtergebleven Britse militairen.
Er vond in de nacht van 2 maart 1945 een wapendropping plaats nabij de Goudsberg bij Lunteren. Een paar dagen later werd er vanuit Engeland de vraag gesteld of het veilig was op dezelfde plek opnieuw een dropping te houden. Tigelaar was betrokken bij die tweede dropping. Na afloop werd hij samen met zestien andere betrokkenen aangehouden in de buurt van de kruising van de Goorsteeg en Hessenweg nabij Lunteren. Na een paar dagen van ondervragingen werden alle gevangen naar Kamp Amersfoort getransporteerd. Op 20 maart werd Tigelaar met vijf Edese arrestanten en vier anderen gefusilleerd bij Loosdrecht.

## Persoonlijk
Tigelaar was getrouwd met Fetje Tabak. Samen kregen zij een dochter, Ansje, die een maand voor Tigelaars overlijden ter wereld kwam. In april 2017 werd bekend dat er een Rijk Tigelaarstraat komt in de nieuw te bouwen verzetsheldenbuurt in Ede.